# 刀子
刀子（とうす）は、ものを切る、削るなど加工の用途に用いられる工具の一種。現代の小刀（小型万能ナイフ）に通じる。長さ15センチメートルから30センチメートル程度。

## 概要
鉄製農工具は、農機具のほか加工に用いられる工具と鉄器生産に用いられる鉄器生産関連工具に分類されるが、刀子はいずれにも帰属しない万能工具に分類される。一般的には加工工具として用いられるが、厨房具や化粧道具、儀仗用や木簡の表面を削る書刀としての用途もあった。
中国大陸では殷代前期の二里頭文化から青銅製刀子がみられる。一般的には環頭形で、刃は真直なものから内湾するものまで様々で、墓の副葬品としても出土する。戦国時代には鉄製刀子が出現し、漢代には象嵌で装飾が施されたものや鞘口近くの環に紐を通したものも見られる。
大陸製の刀子は渡来品として日本列島や朝鮮半島でも見られる。

## 日本列島
山形県飽海郡遊佐町の三崎山遺跡では、縄文時代における大陸との交流によって舶来したとみられる約3000年前の青銅刀子が出土している。縄文時代後・晩期には、通常石棒から発展した器物であるが、青銅製刀子の模倣とみられる形の石刀の出土が知られる。
古墳時代には鉄器の普及が始まり、4世紀には刀子をふくめ古墳の副葬品として鉄器製品が出土する。特に京都府木津川市山城町の椿井大塚山古墳など、前期古墳からの出土例が多い。6世紀以降には一般においても使われるようになり、金銅で装飾が施されているものや、刀身に合わせた鞘に収められているもの、把手に文様をもつものなどが出現する。
刀剣類は武人・武官を象徴するものというイメージが強いが、古代の東洋においては刀子は文人・文官を象徴するものである。それは紙が貴重品で木簡・竹簡が広く使用されていた時代において、書き間違えた文字を削って修正するために必須のものだったからである。正倉院宝物に刀子が現存しているが、これは武器ではなく文房具に分類される。